# 梁叔琦
梁叔琦（越南语：／，1873年—1947年），號臺南（／），字子瑰（越南语：／），越南阮朝官員、學者。

## 生平
1873年6月13日出生於延福縣（今廣南省大祿縣大嶺社）。
成泰十二年（1900年）在承天場考中庚子科舉人。1905年，補平順省候補，後代理該省綏豐縣知縣。1908年，在任綏豐知縣九個月後，家鄉爆發中圻民變，殖民政府和順化朝廷懷疑其與民變有聯繫，將其撤職後囚禁在潘切。
1910年出獄後梁叔琦回鄉生活，順化朝廷敬佩他的才華，允許他繼續做官。先後擔任廣南候補、麗水訓導、甘露訓導。1917年改任綏安府教授。1919年回順化任職於古學院，負責編撰漢學書籍，1923年以五十歲年齡致仕。
1947年11月5日（丁亥年九月二十三日）去世，享壽74歲。

## 家庭
梁叔琦是舉人阮通的女婿。
- 女梁氏慧，嫁潘瓌[4]